# Kaludra (miasto Prokuplje)
Kaludra (cyr. Калудра) – wieś w Serbii, w okręgu toplickim, w mieście Prokuplje. W 2011 roku liczyła 83 mieszkańców.